# Atemptats amb bomba d'Estocolm del 2010
Els atemptats amb bomba d'Estocolm del 2010 van ocórrer l'11 de desembre del 2010 quan dues bombes van explotar en la zona central-comercial d'Estocolm, Suècia, matant un home (un presumpte terrorista suïcida) i ferint-ne dos més.

 El ministre d'Afers Exteriors de Suècia, Carl Bildt, i el Servei de Seguretat Sueca descrigueren les explosions com actes de terrorisme.